# سيمون مورغان
سيمون مورغان (بالإنجليزية: Simon Morgan)‏ (5 سبتمبر 1966 ببرمنغهام في المملكة المتحدة - ) هو لاعب كرة قدم بريطاني في مركز الدفاع. شارك مع منتخب إنجلترا تحت 21 سنة لكرة القدم. أما مع النوادي، فقد لعب مع برايتون أند هوف ألبيون وليستر سيتي ونادي فولهام.

## وصلات خارجية
- سيمون مورغان على موقع قاعدة بيانات كرة القدم.إي يو (الإنجليزية)
- سيمون مورغان على موقع Soccerbase.com (لاعب) (الإنجليزية)